# Anacamptodes gemella
Anacamptodes gemella là một loài bướm đêm trong họ Geometridae.